# Отрада (Ленинградская область)
Отрада — деревня в Будогощском городском поселении Киришского района Ленинградской области.

## История
Согласно карте Ленинградской области Северо-западного аэрогеодезического треста ГГУ издания 1932 года деревня Отрада насчитывала 8 крестьянских дворов.

Деревня Отрада на карте 1932 года

По данным 1933 года деревня Отрада входила в состав Кукуйского сельсовета Киришского района.
Согласно переписи населения СССР 1939 года в деревне Отрада проживали 38 мужчин и 46 женщин, всего 84 человека.
По данным 1966, 1973 и 1990 годов деревня Отрада входила в состав Кукуйского сельсовета.
В 1997 году в деревне Отрада Кукуйской волости проживали 6 человек, в 2002 году — 4 (все русские).
В 2007 году в деревне Отрада Будогощского ГП проживали 14 человек, в 2010 году — 24.

## География
Деревня расположена в восточной части района близ автодороги 41А-009 (Лодейное Поле — Тихвин — Чудово).
Расстояние до административного центра поселения — 18 км.
К востоку от деревни проходит железнодорожная линия Будогощь — Тихвин. Расстояние до ближайшей железнодорожной станции Будогощь — 17 км.
Деревня находится на правом берегу реки Солоница.

## Демография
| 1997 | 2002 | 2007 | 2010 | 2017 |
| ---- | ---- | ---- | ---- | ---- |
| 6    | ↘4   | ↗14  | ↗24  | →24  |

### Национальный состав
Согласно данным Всероссийской переписи населения 2021 года в деревне проживали 9 человек, все русские.

## Улицы
Лесная, Новая, Садовая.